# Pajarón
Pajarón település Spanyolországban, Cuenca tartományban. Pajarón Valdemorillo de la Sierra, Pajaroncillo, Carboneras de Guadazaón, Cañada del Hoyo és La Cierva községekkel határos. Lakosainak száma 75 fő (2024).

## Népesség
A település népessége az utóbbi években az alábbiak szerint változott:
| Lakosok száma | 131  | 117  | 112  | 101  | 96   | 90   | 84   | 82   | 77   | 75   |
|               | 2001 | 2004 | 2006 | 2009 | 2011 | 2014 | 2016 | 2019 | 2021 | 2024 |